# Gułów (Wiązów)
Gułów (deutsch Gaulau) ist ein Ort in der Stadt- und Landgemeinde Wiązów im Powiat Strzeliński der Woiwodschaft Niederschlesien in Polen.

## Geographie
Das Angerdorf Gułów liegt vier Kilometer nordwestlich von Wiązów (Wansen), ca. 12 Kilometer nordöstlich von Strzelin (Strehlen) und rund 38 Kilometer südöstlich von Breslau in der Nizina Śląska (Schlesische Tiefebene).
Nachbarorte von Gułów sind im Nordwesten Wawrzęcice (Lorzendorf), im Norden Ośno (Krausenau), im Südosten Wiązów (Wansen) und im Südwesten Brożec (Brosewitz).

## Geschichte
Der Ort wurde 1315 erstmals als Gulow erwähnt. Eine weitere Erwähnung erfolgte 1358 als Golow.
Nach dem Ersten Schlesischen Krieg 1742 fiel Gaulau zusammen mit dem größten Teil Schlesiens an Preußen. 1783 zählte der Ort eine evangelische Kirche, eine Schule, ein Vorwerk, eine Mühle, neun Bauern- sowie 33 Gärtner- und Häuslerstellen und 296 Einwohner.
Nach der Neugliederung Preußens gehörte die Landgemeinde Gaulau ab 1815 zur Provinz Schlesien und war ab 1816 dem Landkreis Ohlau eingegliedert. 1874 wurde der Amtsbezirk Kauern gegründet, welcher die Landgemeinden Bischwitz b. Wansen, Gaulau, Höckricht, Kauern, Krausenau und Weigwitz und die Gutsbezirke Bischwitz b. Wansen, Gaulau, Höckricht, Kauern, Krausenau und Weigwitz umfasste. 1885 zählte der Ort 164 Einwohner.
1933 zählte Gaulau 358, 1939 wiederum 359 Einwohner. Bis 1945 befand sich der Ort im Landkreis Ohlau.
Als Folge des Zweiten Weltkriegs fiel Gaulau wie fast ganz Schlesien 1945 an Polen, wurde in Gułów umbenannt und der Woiwodschaft Breslau angegliedert. Die deutsche Bevölkerung wurde, soweit sie nicht vorher geflohen war, weitgehend vertrieben. Die neu angesiedelten Bewohner waren zum Teil Heimatvertriebene aus Ostpolen. 1999 kam der Ort zum Powiat Strzeliński in der Woiwodschaft Niederschlesien.

## Sehenswürdigkeiten
- Die römisch-katholische Kirche Unser Lieben Frau Königin der Welt (poln. Kościół MB Królowej Świata) wurde in der zweiten Hälfte des 16. Jahrhunderts als protestantisches Gotteshaus errichtet.[6]